# Alecu Russo
Alecu Alexandru Russo (Chișinău, 17 marzo 1819 – Iași, 5 febbraio 1859) è stato un patriota e scrittore rumeno naturalizzato moldavo.

## Biografia
Dopo aver partecipato ai moti del 1848 fu spedito in esilio. Tra le sue opere si ricordano Il cantico della Romania (1850), il suo Diario (1855) e la rielaborazione della poesia popolare Miorița (L'Agnellina).